# Navicula (Gattung)
Navicula ist eine Gattung der Kieselalgen (Bacillariophyta) und umfasst rund 250 Arten. Navicula ist das Diminutiv von lat. navis und bedeutet „Schiffchen“.

## Merkmale
Die Vertreter sind kleine, schiffchenförmige, einzellige Algen. Die Schalen sind in Seitenansicht rechteckig, in der Schalenansicht sind sie schiffchenförmig. Eine Zelle enthält zwei Plastiden ohne Pyrenoide. Sie sind lang gestreckt und aufgrund des Fucoxanthins goldbraun gefärbt. Die Plastiden liegen den Gürtelbändern an. Einige Arten besitzen H-förmige Plastiden. Der Rand der Plastiden ist stets glatt. Der Zellkern befindet sich in der Mitte der Zelle. Die beiden Schalen besitzen mittig eine deutlich ausgeprägte Raphe. Die Schale ist fein strukturiert, im Zentrum befindet sich ein runder Bereich ohne Strukturen. Die Zellen sind zu raschen Kriechbewegungen über das Substrat befähigt. Die Größe reicht von 5 bis 70 Mikrometer.
Die ungeschlechtliche Fortpflanzung erfolgt durch die typische Zweiteilung der Kieselalgen. Die geschlechtliche Fortpflanzung erfolgt durch Isogamie, wobei pro Zelle ein Gamet gebildet wird. Nach der Zellverschmelzung kommt es zur Bildung einer Auxospore und dabei zur Zellvergrößerung. 
Die Arten unterscheiden sich in der Zellform, der Zellgröße, in Schalenmerkmalen und der Gestalt der Plastiden. 

## Vorkommen
Navicula kommen auf dem Substrat in allen Gewässertypen vor. 

## Belege
- Karl-Heinz Linne von Berg, Michael Melkonian u. a.: Der Kosmos-Algenführer. Die wichtigsten Süßwasseralgen im Mikroskop. Kosmos, Stuttgart 2004, ISBN 3-440-09719-6, S. 222.